# Temporada 2014-2015 del València Basket
El València Basket Club va disputar la temporada 2014-2015 amb l'objectiu de fer un salt definitiu com a entitat. Amb les baixes obligades d'Oliver Lafayette i de l'MVP de la lliga ACB Justin Doellman, la pretemporada va estar marcada per la marxa del director esportiu, Toni Muedra, al Bayern de Múnic i la seua substitució per Chechu Mulero, que havia estat assistent de l'entrenador Velimir Perasovic la temporada anterior. Aquell any es va apostar per mantenir el nucli de la temporada anterior, i tot i el canvi de director esportiu, els pocs reforços que van arribar a la capital del Túria van fer-se ben prompte a la pretemporada. Les incorporacions van ser Guillem Vives, que venia de ser considerat el millor jugador jove de la lliga, Dwight Buycks, Luke Harangody i Kreso Lončar. D'altra banda, es va renovar a Serhí Lisxuk i Rafa Martínez, en la que seria la sisena temporada dels dos com a taronja. Una altra renovació important va ser la de Romain Sato, considerat millor aler de la lliga la temporada anterior, i la continuïtat del qual es va jutjar com a imprescindible per al projecte.
Aquell any el València va disputar la Lliga ACB i l'Eurolliga, ja que va obtenir una plaça per a la màxima competició europea en guanyar l'Eurocup la temporada anterior.
La temporada comença amb la caiguda en semifinals a la Supercopa i mals resultats a l'Eurolliga, provocant l'arribada de Nemanja Nedović com a substitut de Dwight Buycks, que havia estat fitxat pocs mesos abans. L'equip no passaria al Top 16 de l'Eurolliga, i els resultats dubitatius a la segona fase de l'Eurocup provocarien la destitució de Velimir Perasovic. Carles Duran va entrenar l'equip fins a final de temporada, i va caure en quarts de l'Eurocup davant el Khimki, al remat campió.
A l'ACB, l'equip acabaria cinqué, i arribaria a semifinals de play-offs. Cauria després de quatre partits, on hi hagueren diverses polèmiques per cistelles anul·lades i una alineació indeguda del Real Madrid que no va ser penalitzada.

## Plantilla
Nota: Hi ha jugadors que poden tenir més d'una nacionalitat.

### Alineació
| Pos. | Inicial         | Banq. 1         | Banq. 2       | Banq. 3 |
| ---- | --------------- | --------------- | ------------- | ------- |
| P    | Bojan Dubljević | Sergei Lishchuk |               |         |
| AP   | Luke Harangody  | Krešimir Lončar | Pablo Aguilar |         |
| A    | Vladimir Lučić  | Romain Sato     |               |         |
| E    | Pau Ribas       | Rafa Martínez   |               |         |
| B    | Sam van Rossom  | Nemanja Nedović | Guillem Vives |         |